# 小浜漁港 (福島県)
小浜漁港（おばまぎょこう）は、福島県いわき市にある漁港である。

## 概要
いわき市南部の小浜町にあり位置する漁港であり、第一種漁港に指定されている。西側に竜宮岬が形作る入り江にあり、渚川、馬坂川の河口に開けた港として昔から使われてきたが、泊地設備が設けられておらず漁船から伝馬船に積み替え水揚げを行う状態であったため、漁業者の陳情の末に福島県や当時の石城郡植田町により1932年度より港湾整備が行われた。。
当港は東側に広がる小名浜港の築造のための砂利積出港としても用いられた。西側の竜宮岬の反対側、鮫川河口に位置する岩間海岸に集められた鮫川上流域の砂利を、岬を貫くトンネルを通るトロッコ軌道により小浜漁港桟橋に運ばれ、砂利運搬船に乗せ換えられ小名浜港建設現場まで運ばれた。

## 沿革
- 1932年 - 時局救済事業として福島県、植田町により泊地整備が行われる。
- 1951年11月14日 - 第1種漁港に指定され、漁港整備計画が策定される。
- 1961年4月 - 住民により県支弁港への指定の陳情がなされ管理が福島県へ移管される。
- 1976年 - 港湾整備が完了する。
- 2011年3月11日 - 東日本大震災に伴う津波により被災。

## 漁業種別
- 沿岸漁業・採貝（ほっき貝）

## 周辺
- 福島県道239号泉岩間植田線
- 小浜海水浴場
- 津神社
- 竜宮岬
- 岩間海岸